# Raorchestes ravii
Raorchestes ravii es una especie de anfibio anuro de la familia Rhacophoridae.

## Distribución geográfica
Esta especie es endémica de Tamil Nadu en India. Habita a unos 1890 m sobre el nivel del mar en el distrito de Nilgiris en Ghats occidentales.

## Descripción
El holotipo de Raorchestes ravii, de un macho adulto, mide 23 mm. Su parte posterior es de color marrón claro con una marca en forma de H no muy visible en la parte superior del dorso. Sus ojos están conectados por una delgada línea marrón. Su superficie ventral es blanquecina.

## Etimología
El nombre de la especie, ravii, se le dio en memoria de Ravi Chandran, un amante de la naturaleza que a menudo acompañaba al equipo en el campo.

## Publicación original
- Zachariah, Dinesh, Kunhikrishnan, Das, Raju, Radhakrishnan, Palot &, Kalesh, 2011: Nine new species of frogs of the genus Raorchestes (Amphibia: Anura: Rhacophoridae) from southern Western Ghats, India. Biosystematica, vol. 5, p. 25-48[3]